# Russula foetens
Russula foetens ili njen narodni naziv smrdača je česta gljiva iz porodice zeka (lat. Russulaceae), roda Russula. Naziv je dobila po izrazito neprijatnom mirisu. Raste u listopadnim i četinarskim šumama tokom leta i jeseni. Predstavlja širokorasprostranjenu vrstu

## Opis plodnog tela
Klobuk je prečnika do 20 cm, lepljiv veoma mesnat, zaobljen zatim raširen i na kraju udubljen. Prvaljavo oker do rđasto smeđe boje, nalik boji meda. Ivica šešira je podvijena i prekrivena strijama. Kožica šešira se lako ljušti. Drška je je veličine 15×4 cm, šuplja, lako salomljiva prljavobele boje sa mogućim tamnijim tonovima. Listićis u gisti i lako lomljivi, krem boje poprskani rđastosmeđe. Meso je bele boje prošarano rđastim nijansama. Izrazito neprijatnog mirisa koji podseća na izgorele kosti, veoma ljuto. 

## Mikroskopija
Spore su eliptične do okruglaste sa jasno razdvojenim šiljcima. 8−11 × 9μm. Otisak spora je krem boje. 

## Jestivost
Nije jestiva vrsta, vrlo moguće da je i otrovna

## Galerija
- Russula foetens
- Russula foetens
- Russula foetens
- Russula foetens
- Russula foetens - cap
- Russula foetens
- Russula foetens

## Literatura
- Uzelac, Branislav (2009). Gljive Srbije i zapadnog Balkana. Beograd: BGV logic.

## Spoljašnje veze
- http://www.first-nature.com/fungi/russula-foetens.php